# Port lotniczy Figari-Korsyka Południowa
Port lotniczy Figari-Korsyka Południowa (IATA: FSC, ICAO: LFKF) – port lotniczy położony 3 km na północny zachód od Figari, w regionie Korsyka, we Francji.

## Statystyki
Zobacz zapytanie i odniesienia źródłowe Wikidata o wartości.

## Linie lotnicze i połączenia
| Linia lotnicza                | Kierunek |
| ----------------------------- | --- |
| Air Corsica                   | 1. Marsylia 2. Nicea 3. Paryż-Orly Sezonowo: 1. Bruksela-Charleroi 2. Lyon 3. Mediolan-Linate 4. Tulon 5. Tuluza             |
| Air France                    | 1. Paryż-Orly Sezonowo: 1. Bordeaux 2. Caen 3. Clermont-Ferrand 4. Nantes 5. Paryż-Charles de Gaulle 6. Rennes 7. Tuluza     |
| Air Mountain                  | Sezonowo: 1. Sion |
| British Airways               | Sezonowo: 1. Londyn-Heathrow                                                                                                 |
| EasyJet                       | Sezonowo: 1. / Bazylea/Miluza/Fryburg 2. Bordeaux 3. Genewa 4. Londyn-Gatwick 5. Lyon 6. Nantes 7. Tuluza                    |
| Edelweiss Air                 | Sezonowo: 1. Zurych |
| L'Odyssey                     | Sezonowe czartery: 1. Genewa                                                                                                 |
| Luxair                        | Sezonowo: 1. Luksemburg |
| Luxwing                       | Sezonowo: 1. Cuneo 2. Parma                                                                                                  |
| Ryanair                       | Sezonowo: 1. Bruksela-Charleroi 2. Paryż-Beauvais 3. Rzym-Fiumicino                                                          |
| Swiss International Air Lines | Sezonowo: 1. Zurych |
| Transavia                     | Sezonowo: 1. Montpellier 2. Nantes                                                                                           |
| Volotea                       | Sezonowo: 1. Bordeaux 2. Brest-Bretagne 3. Caen 4. Lille 5. Lyon 6. Nantes 7. Paryż-Charles de Gaulle 8. Strasburg 9. Tuluza |